# Idioma kursenieki
El idioma kursenieki (en kursenieki: kursineeki wahloda;  en alemán: Nehrungskurisch; en letón: kursenieku valoda; en lituano: kuršininkų kalba), también conocido como el idioma curonio del istmo de Curlandia (en alemán: kurische Sprache der Kurischen Nehrung), es un dialecto del idioma letón hablada por los kursenieki, habitantes del istmo de Curlandia situado entre Lituania y Rusia. 
Tras varias olas migratorias entre los siglos XIV y XVII, los curonios (que ya hablaban un dialecto letón) se asentaron a lo largo del istmo en Prusia Oriental y se hicieron conocidos como kursenieki o letones prusianos.

## Aspectos históricos, sociales y culturales

### Distribución geográfica
La zona natural del idioma es el istmo de Curlandia, una delgada franja de tierra que se extiende entre el suroeste de Lituania y el exclave de Kaliningrado en Rusia.

### Oficialidad
Esta lengua no tiene ningún estatus oficial ni en Lituania ni en Rusia. Además, el dialecto ya no se transmite a la siguiente generación, por lo que desaparecería en un futuro próximo. Los investigadores de la Universidad de Klaipėda estudian profundamente el dialecto, la universidad ha acumulado una gran cantidad de material y ha realizado expediciones con el fin de investigarlo.

### Idiomas relacionados
El kursenieki fue influenciado por el antiguo prusiano, el bajo alemán, el alto alemán y el dialecto samogitiano sucesivamente. Se calcula que hacia finales del siglo XVIII ya se habían formado nuevos dialectos curonios, siendo el dialecto del istmo notablemente distinto, debido a su aislamiento del continente. En la parte sur de su dominio lingüístico, el kursenieki fue desplazado temprano por el alemán, mientras que en la parte norte pudo permanecer por más tiempo.

### Historia

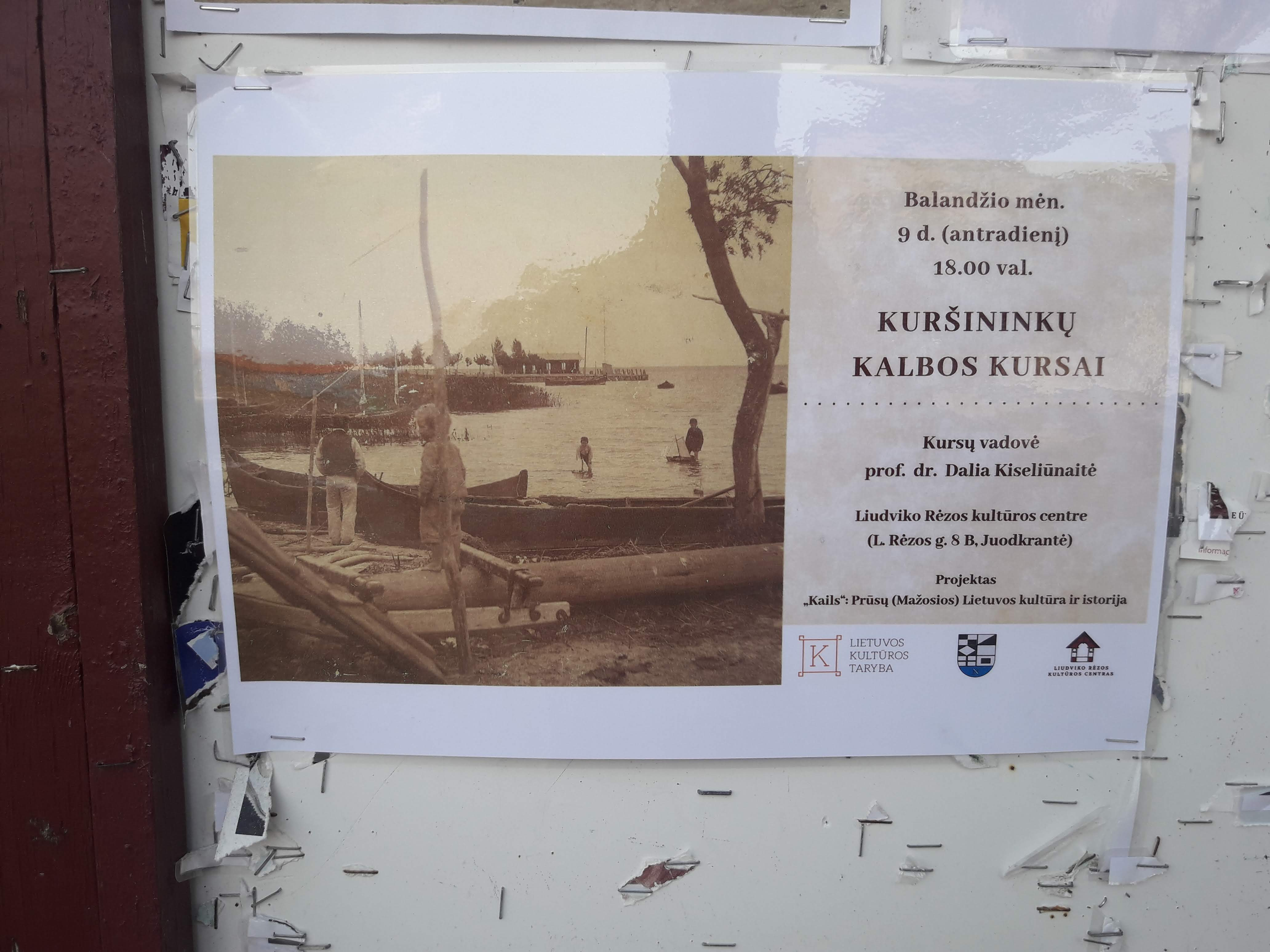
Un anuncio en lituano para clases de idioma kursenieki en Juodkrantė

Varias páginas de textos de muestra en kursenieki se incluyen en la monografía de 1888 Über die Sprache der preussischen Letten de Adalbert Bezzenberger y la monografía de 1927 Kursenieku valoda de Juris Plāķis, donde describen la lengua hablada por los habitantes del istmo de Curlandia.
Los propios curonios se consideraron nunca letones y a su idioma no lo consideraron nunca como un dialecto del letón, pues la migración del istmo de Curlandia no permaneció en su memoria, especialmente porque el concepto de Letonia y de pueblo letón aún no se había formado durante la época de la migración. Los registros más antiguos del idioma datan del siglo XVII, pero en 1785 se publicó su primer diccionario: "Diccionario de todos los idiomas" (Linguarium totium linguarum) de Peter Pallas.
Antes de la Segunda Guerra Mundial, el kursenieki era un sociolecto de los pescadores curonios del istmo de Curlandia. En otras esferas de la vida cotidiana, los kursenieki utilizaron el alemán de su entorno. Los sucesos de la primera mitad del siglo XX y la anexión soviética de Prusia Oriental pusieron al idioma en grave peligro, lo que supuso su casi extinción. Varios hablantes nativos restantes fueron a vivir en Alemania, después de haber sido expulsados en la limpieza étnica que tuvo lugar en Prusia Oriental después de la Segunda Guerra Mundial.
Hay un documental sobre el idioma kursenieki en peligro de extinción Tarp aštuonių vėjų ("En medio de ocho vientos") de Arvydas Barysas (2002). La película, que presenta el istmo de Curlandia, habla de tres hermanos Sakutis (en plural: Sakučiai) que se mudaron del istmo a Suecia había unos 60 años, pero aún hablaban "kuršiškai". En 2005, la película ganó el Premio a la Mejor Producción General en el segundo Festival de Cine del Patrimonio Europeo en Toblach (Italia) bajo el patrocinio de Europa Nostra.

## Descripción lingüística

### Clasificación lingüística
En términos de estructura morfológica, sistema fonético y vocabulario básico, el idioma es muy similar al letón de Kurzeme, sin embargo, ha sido fuertemente influenciado por el lituano y el alemán, incluyendo mucho del léxico cultural del lituano, del alemán y del letón.

### Vocabulario
Un vocabulario de kursenieki publicado en 1927 muestra que el 60% de sus palabras eran iguales al letón, el 26% eran préstamos del alemán, ya sea del bajo alemán o del alto alemán, y el 13% de dialectos lituanos. El idioma kursenieki era mutuamente inteligible con el letón, especialmente sus dialectos del sudoeste.

### Los numerales en kursenieki
Viens – uno; dui – dos; trīs – tres, četri – cuatro; pieci – cinco; seši – seis; septiņi – siete; astuoņi – ocho; deviņi – nueve;  desmit – diez.